# ذخیره‌گاه زیست‌کره توران

ذخیره‌گاه زیست‌کره توران یا خارتوران شامل سه محدودهٔ حفاظتی منطقه حفاظت‌شده توران، پناهگاه حیات وحش توران و پارک ملی توران است. ذخیره‌گاه زیست‌کرهٔ توران با مساحت ۱٬۴۷۰٬۶۴۰ هکتار بزرگ‌ترین ذخیره‌گاه زیست‌کره ایران است که پس از سرنگتی آفریقا واقع در کشور تانزانیا دومین منطقهٔ زیست‌کرهٔ جهان به‌شمار می‌آید.مجموعه حفاظت‌شده توران پس از پناهگاه حیات وحش نایبندان در طبس لقب دومین مجموعهٔ حفاظت‌شدهٔ وسیع ایران را با خود یدک می‌کشد. پارک ملی و پناهگاه حیات وحش توران با وسعت ۱٬۰۰۰٬۰۰۰ هکتار، یکی از ۱۳ ذخیره‌گاه زیست‌کره در ایران است.

## ویژگی‌ها
ذخیره‌گاه زیست‌کره توران شامل سه محدودهٔ حفاظتی پارک ملی، پناهگاه حیات وحش و پارک ملی است. پارک ملی توران با مساحت ۱۰۱٬۰۹۰ هکتار، ۸٪ از مساحت مجموعه، پناهگاه حیات وحش توران با مساحت ۳۱۰٬۴۸۷ هکتار، ۱۷٪ و منطقهٔ حفاظت‌شده توران با مساحت ۱٬۰۳۰٬۱۶۶ هکتار، ۷۵٪ از کل مساحت منطقه را تشکیل می‌دهد.
ذخیره‌گاه زیست‌کره توران دارای آب و هوای خشک و نیمه خشک بوده، در ناحیه فلات ایران – آناتولی قرار دارد و از نظر منطقه رویشی رستنی‌ها، در ناحیه رویشگاه ایران – تورانی قرار می‌گیرد. زیستگاه آن از نواحی پست با خاک‌های رسی – گچی – شنی و سنگی تا نواحی کوهستانی با ارتفاعی بیش از ۲۲۰۰ متر تشکیل گردیده است.

## تاریخچه حفاظت
این منطقه در سال ۱۳۵۱ به عنوان منطقهٔ حفاظت‌شده تحت مدیریت سازمان محیط زیست درآمد. در سال ۱۳۵۵ طبق مصوبه شماره ۷۵ شورای عالی حفاظت محیط زیست، این منطقه به دو بخش پناهگاه حیات وحش و منطقه حفاظت‌شده تقسیم شد. در سال ۱۹۷۶ میلادی با تصویب و تأیید دبیرخانه برنامه بین‌المللی انسان و کره مسکون سازمان ملل متحد، مجموعهٔ توران از طرف یونسکو عنوان ذخیره‌گاه زیست‌کره را نیز دریافت کرد. مصوبه سال ۱۳۵۵ شورای عالی محیط زیست هر گونه فعالیت انسانی را در پناهگاه حیات وحش ممنوع اعلام کرد و بخشی از فعالیت‌هایی را که دارای اثرات مخرب زیست‌محیطی کمتری بود، در منطقه حفاظت شده مشخص نمود. سپس در سال ۱۳۸۱ بخشی از پناهگاه حیات وحش که هسته مرکزی و امن‌ترین زیستگاه‌های منطقه را در خود جای داده بود، به پارک ملی ارتقا یافت.

## موقعیت جغرافیایی
پارک ملی توران درجنوبی‌ترین قسمت استان گلستان آغاز و تا منتهی‌الیهٔ شرقی استان سمنان و در جنوب‌شرقی شهرستان شاهرود جای دارد و قسمتی از بخش شرقی آن در شهرستان سبزوار قرار گرفته است. این مجموعه در ضلع جنوبی جادهٔ تهران- مشهد، شرق دهستان طرود، غرب دهستان زمان‌ها و شمال شرقی کویر مرکزی ایران واقع شده است. منطقه‌ای که از ۳ دشت بسیار وسیع تشکیل شده است. در واقع ۳ رشته‌کوهی که شامل قلهٔ ۲٬۲۸۱ متری شترکوه در غرب، ۲٬۲۶۵ متری قلعه بالا در شمال غرب و ۲٬۴۱۱ متری پیغمبر می‌شود. از جمله مناطق مهم این منطقه می‌توان به ابنیهٔ تاریخی هیزمی تپه زمان‌آباد شهر تاریخی نور شهر تاریخی خوار یا به اصطلاح عامیانه مردم منطقه خورو روستای کلاته مطهری و کلاته ری با قدمتی بالغ بر ۴٬۰۰۰ سال کوه پیغمبر، روستای تاریخی دستجرد و تپه باستانی هریره و … ابنیه بسیار باارزش دیگری اشاره کرد که متأسفانه مورد کم‌لطفی ادارهٔ میراث فرهنگی قرار گرفته است و گفته رضا علوی و با کمک مهندس جلینی این منطقه می‌تواند بقایای ایالت توران قدیم باشد، البته با توجه به وجود مقبرهٔ سهراب پسر رستم در شهر سبزوار این نظریه می‌تواند قوت گرفته و جز نظریه‌های علمی قرار بگیرد.

## گونه‌های جانوری

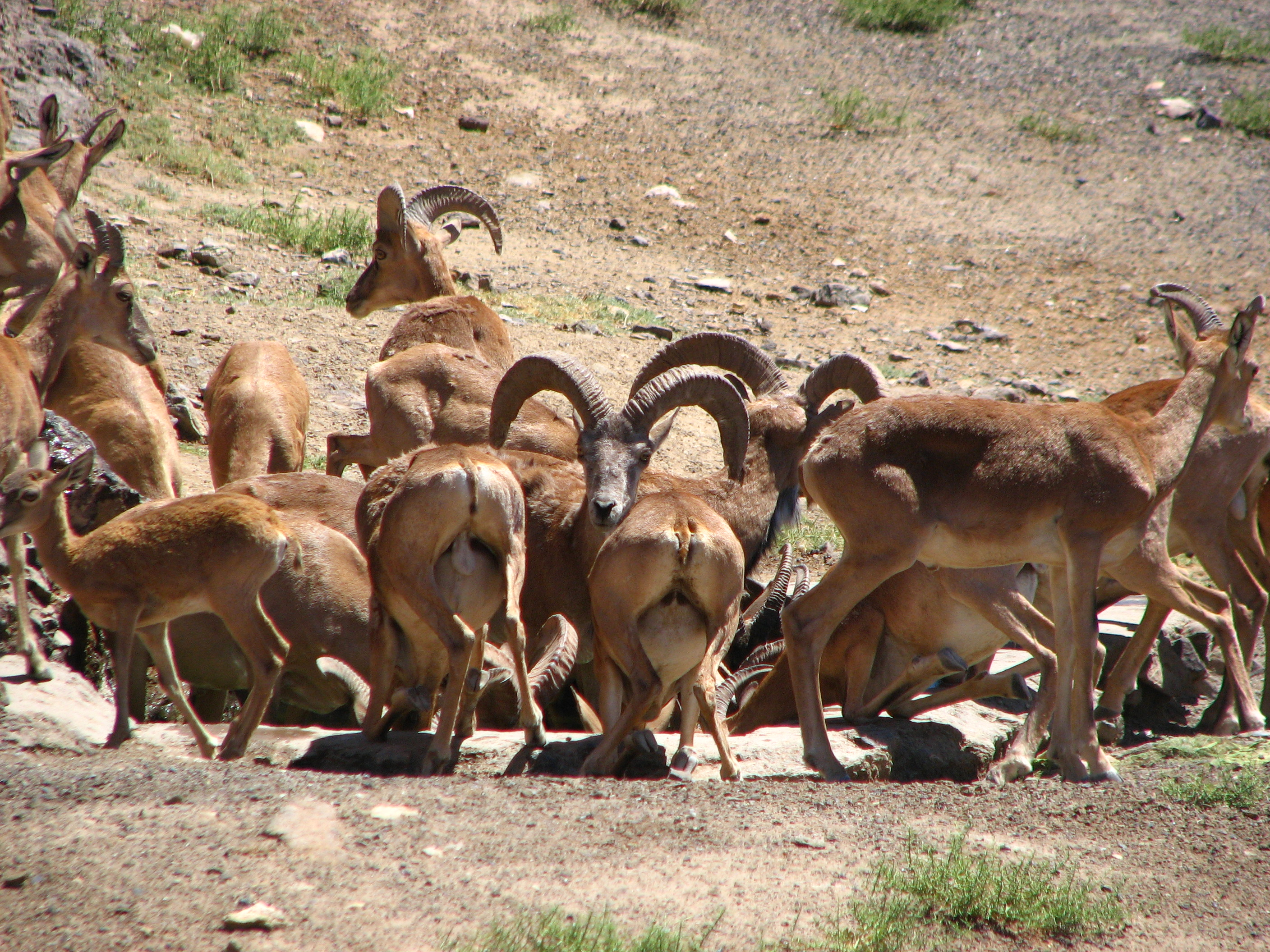

در توران ۴۱ گونه پستاندار، ۱۶۷ گونه پرنده، ۴۲ گونه خزنده و ۲ گونهٔ دوزیست شناسایی شده‌اند که شاخص‌ترین آن‌ها همان یوزپلنگ آسیایی و گورخر ایرانی هستند. خارتوران در کنار منطقه حفاظت‌شده بهرام گور در استان فارس آخرین پناهگاه گورخر است.
خارتوران همچنین احتمالاً بیشترین تعداد یوزپلنگ را هم بین مناطق مختلف ایران در خود جای داده است. به جز این‌ها غزال ایرانی (آهو)، جبیر، پلنگ ایرانی، سیاه‌گوش، گوسفند وحشی، کل‌وبز، گربه شنی، گربهٔ دشتی، گربهٔ پالاس (از انواع نادر گربه‌سانان در ایران)، کفتار راه‌راه، گرگ، شغال زرد، روباه قرمز و شاه روباه از پستانداران شاخص این ناحیه هستند.
از پرندگان پارک ملی توران هم می‌توان به هوبره، کبک، تیهو، بلدرچین، چاخ‌لق، کبوتر چاهی، قمری، دم‌جنبانک ابلق، سبزه‌قبای هندی، باقرقره، سهرهٔ سبز، سهرهٔ صورتی، چکاوک کاکلی، سنگ‌چشم دم‌سرخ، انواع گنجشک، اردک بلوطی و حواصیل و انواع پرندگان شکاری مانند بحری، دلیجه، عقاب طلایی، عقاب دشتی، شاه‌بوف، مرغ حق، دال، کرکس مصری، قرقی و انواع سارگپه اشاره کرد. این منطقه از بهترین زیستگاه‌های زاغ بور نیز به‌شمار می‌رود. زاغ بور تنها پرندهٔ بومی انحصاری ایران است که در کنار بوته‌های قیچ زندگی می‌کند.
از خزندگان شاخص خارتوران هم به جز انواع سوسمار و آگاما می‌توان به برمجهٔ بیابانی، لاک‌پشت مهمیزدار، کفچه مار، افعی شاخ‌دار و انواع مارهای جعفری اشاره کرد.

## پوشش گیاهی
قیچ، درمنه، کاروان کش، خار شتر، گون، گز، تاغ.

## مرکز علمی تحقیقاتی
این مرکز برای انجام تحقیقات و احیای جانوران در حال انقراض، به ویژه یوزپلنگ آسیایی و گورخر آسیایی است که عملیات ساخت آن در سال ۱۳۸۹ به پایان رسید. این مرکز شامل ساختمان نگهبانی، منبع آب ۱۲ هزار لیتری، ایجاد ۹ دهنه آبشخور و پنج هزار و۹۰۰ متر مربع حصار کشی است و برق مورد نیاز آن از طریق انرژی خورشیدی تأمین شده است.
یوزهای نر فیروز و کوشکی و یوزهای ماده ایران و دلبر در این مرکز نگه‌داری می‌شوند. ایران در اردیبهشت ۱۴۰۱ ایران پس از جفت‌گیری با فیروز سه توله از طریق سزارین به دنیا آورد. این نخستین زادآوری یوز آسیایی در اسارت است. یک از سه توله در تاریخ ۱۳ اردیبهشت ۱۴۰۱ به علت سهل انگاری در شیردهی که منجر به چسبندگی ریه شد، تنها سه روز پس از تولد تلف شد. و دومین توله یوز هم بعد از گذشت حدود ۲ هفته از تولد در تاریخ ۲۷ اردیبهشت ۱۴۰۱ در مسیر انتقال به تهران تلف شد. و در آخر تنها توله ای با نام پیروز زنده ماند که او هم در ۹ اسفند ۱۴۰۱ به دلیل نارسایی کلیه درگذشت.